# Vlag van Ede

Vlag van de gemeente Ede
(sinds 1967)

De vlag van Ede is de vlag van de Gelderse gemeente Ede die op 6 september 1967 door de gemeenteraad officieel werd ingesteld. De omschrijving luidt:
Twee evenlange banen met op het midden een gestileerde vrijheidshoed waaronder vrij zwevend de rug van een boek, nl. de Bijbel, het geheel van het een in het ander, met een hoogte van 1/4 van de vlaghoogte en een lengte van 2/5 van de vlaglengte.
De vlag is verticaal verdeeld in een gele en een blauwe baan, waarbij de gele baan aan de kant van de vlaggenmast geplaatst is. Op de vlag bevinden zich steeds in tegengestelde kleuren, gestileerde afbeeldingen van de vrijheidshoed boven de rug van de Bijbel, die ook in het Edese gemeentewapen te zien zijn. De vlag werd ontworpen door Kl. Sierksma van de Stichting voor Banistiek en Heraldiek, in samenwerking met de Hoge Raad van Adel.

## Promotievlag
Naast de officiële vlag bestaat er ook een zogenaamde promotievlag. Dit is een blauwe vlag met daarop in wit de naam ede (zonder hoofdletter), waarboven het vrijheidsbeeld uit het wapen is te zien. Deze vlag wordt het meest gebruikt door de gemeentelijke overheid, maar ook door het bedrijfsleven, de middenstand en inwoners van Ede.

## Eerdere vlag

Niet-officiële vlag, beschreven door Sierksma
(datum onbekend)

Sierksma beschrijft in 1962 een officieuze vlag die de gemeente tijdens hoogtijdagen gebruikte als volgt:
Blauw, met in de broektop een geel vrijheidsbeeld.

## Afbeeldingen

Wapen van Ede
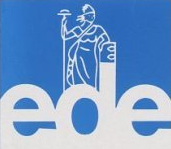
promotievlag

Aalten ·
Apeldoorn ·
Arnhem ·
Barneveld ·
Berg en Dal ·
Berkelland ·
Beuningen ·
Bronckhorst ·
Brummen ·
Buren ·
Culemborg ·
Doesburg ·
Doetinchem ·
Druten ·
Duiven ·
Ede ·
Elburg ·
Epe ·
Ermelo ·
Harderwijk ·
Hattem ·
Heerde ·
Heumen ·
Lingewaard ·
Lochem ·
Maasdriel ·
Montferland ·
Neder-Betuwe ·
Nijkerk ·
Nijmegen ·
Nunspeet ·
Oldebroek ·
Oost Gelre ·
Oude IJsselstreek ·
Overbetuwe ·
Putten ·
Renkum ·
Rheden ·
Rozendaal ·
Scherpenzeel ·
Tiel ·
Voorst ·
Wageningen ·
West Betuwe ·
West Maas en Waal ·
Westervoort ·
Wijchen ·
Winterswijk ·
Zaltbommel ·
Zevenaar ·
Zutphen